# 二ツ宮 (上尾市)
二ツ宮（ふたつみや）は、埼玉県上尾市の町名。現行行政地名は二ツ宮のみ。丁番を持たない単独町名である。住居表示未実施地区。郵便番号は362-0017。
市の統計などでは上尾地区で分類されている。住民の要望により成立した新しい地名である。

## 地理
埼玉県の中央地域（県央地域）で、上尾市中央部の主に大宮台地上に位置するが、芝川の流域沿いには、鎌倉橋付近を中心に低地も見られる。台地と低地との境界は、傾斜が緩く不明瞭である。町域の東側を平塚や原市、南側を上尾下、西側を東町や本町、北側を上尾村と隣接する。地区の南部は境界線がやや錯綜する。
町域の西端を芝川が流れ、上流から岡橋、道三橋、東橋、農協橋、日の宮橋が架かる。町域の中央部を上尾蓮田線が東西に通る。 
全域が市街化区域で、北部は準工業地域、南部は主に第一種住居地域（一部工業地域、県道沿いは第二種住居地域）に指定され、全体的には主に住宅地が広がっているが、南部の工業地（三井金属鉱業）や、北部を中心に生産緑地地区として農地も見られる。
地内に二ツ宮遺跡（県遺跡番号：14-402）があり、土器片が発掘されている。

### 地価
準工業地の地価は、2010年（平成22年）1月1日の公示地価によれば、二ツ宮1092番地の1の地点で63,800円/m2となっている。

## 歴史
地名は地区内に鎮座する氷川神社の境内に、かつて建立されていた二つのお宮である氷川男体社（現在の社殿）と氷川女体社に由来する。氷川女体社は氷川男体社のやや南東側に鎮座しており、明治40年頃の合祀により御神体は上尾宿（現宮本町）の氷川鍬神社、社殿は上尾宿（現愛宕）の愛宕神社に遷座され現存しない。
- 2008年（平成20年）9月13日 - 住民の要望により大字上尾村の一部（字鎌倉橋、二ツ宮、二ツ宮前、山ノ下）から町名変更が実施され、二ツ宮が成立する[13]。
- 2009年（平成21年）12月16日 - 「二ツ宮の大山灯籠行事」が市の無形民俗文化財に指定される[14]。

## 世帯数と人口
2019年（平成31年）1月1日時点（上尾市発表）の世帯数と人口は以下の通りである。
| 町丁   | 世帯数    | 人口    |
| ------ | --------- | ------- |
| 二ツ宮 | 2,149世帯 | 5,161人 |

## 小・中学校の学区
市立小・中学校に通う場合、学区（校区）は以下の通りとなる。
| 町丁   | 区域                      | 小学校             | 中学校             |
| ------ | ------------------------- | ------------------ | ------------------ |
| 二ツ宮 | 617 - 835、837 - 957、959 | 上尾市立東町小学校 | 上尾市立上尾中学校 |
| 二ツ宮 | その他                    | 上尾市立東小学校   | 上尾市立東中学校   |

## 事業所
2021年（令和3年）現在の経済センサス調査による事業所数と従業員数は以下の通りである。
| 町丁   | 事業所数  | 従業員数 |
| ------ | --------- | -------- |
| 二ツ宮 | 111事業所 | 1,835人  |

## 交通

### 鉄道
地区内に鉄道は敷設されていない。最寄り駅は下記バス利用で上尾駅である。また、二ツ宮1092番地の1の地点では、およそ1.6 km離れている。

### 道路
- 埼玉県道150号上尾蓮田線
- 鎌倉街道[17]

### バス
上尾駅東口駅前から東大宮駅および伊奈町役場方面への路線バスが運行されている。
朝日自動車
丸建つばさ交通
地区内は「埼玉学園」（朝日自動車）、「二ツ宮」（丸建つばさ交通）、「二ツ宮」バス停留所が設置されている。
上尾市コミュニティバス「ぐるっとくん」
地区内に路線が設定されていないため、バス停留所も設置されていない。

## 地域

### 町内会
- 二ツ宮町内会[21]

### 祭事
- 二ツ宮の大山灯籠行事 - 市登録無形民俗文化財[14]。二ツ宮公民館にて行われる。

### 公園
下記以外にも無名の公園が地内に幾つかある。
- 二ツ宮中央公園
- 二ツ宮前公園
- 二ツ宮前第二公園
- 二ツ宮第二公園
- 山の下公園

### 施設
地内に指定緊急避難場所は存在しない。かつては2021年10月29日まで丸建自動車の本社所在地であった。
- 氷川神社[10]
- 上尾市文化センター（旧上尾福祉会館）
- 上尾二ツ宮郵便局
- 三井金属鉱業銅箔事業部上尾事業所（一部）
- 二ツ宮公民館
- ひかわ幼稚園 - 1959年（昭和34年）認可。学校法人二ツ宮学園が運営。上尾市内では上尾幼稚園（仲町）に次いで歴史が古い幼稚園[23]。
- 上尾寿第二幼稚園
- 県営上尾二ツ宮前団地